# Marathon van Zürich 2014
De Marathon van Zürich 2014 werd gehouden op zondag 6 april 2014. Het was de twaalfde editie van deze marathon. Naast de marathon kende het evenement een wedstrijd over 10 km. 
De marathon werd bij de mannen gewonnen door Ethiopiër Lemi Berhanu Hayle met een tijd van 2:10.40. Bij de vrouwen won de Mona Stockhecke uit Duitsland met bijna twee minuten voorsprong op haar achtervolgster Belaynesh Jida Bekele uit Ethiopië, die in 2:36.00 over de finish kwam.

## Wedstrijd
Mannen
| rang   | naam                 | land | tijd    |
| ------ | -------------------- | ---- | ------- |
| Goud   | Lemi Berhanu Hayle   | ETH  | 2:10.40 |
| Zilver | Edwin Kiprop Korir   | KEN  | 2:11.02 |
| Brons  | Samson Mungai Kagia  | KEN  | 2:11.12 |
| 4      | Emmanuel Sikuku      | KEN  | 2:11.20 |
| 5      | Stepan Kiselev       | RUS  | 2:11.28 |
| 6      | Richard Kiprono Bett | KEN  | 2:12.04 |
| 7      | Temesegn Gurmessa    | ETH  | 2:14.24 |
| 8      | Joel Kositany        | KEN  | 2:14.44 |
| 9      | Emmanuel Samal       | KEN  | 2:15.08 |
| 10     | Tolossa Chengere     | ETH  | 2:15.57 |

Vrouwen
| rang   | naam                      | land | tijd    |
| ------ | ------------------------- | ---- | ------- |
| Goud   | Mona Stockhecke           | GER  | 2:34.04 |
| Zilver | Belaynesh Jida Bekele     | ETH  | 2:36.00 |
| Brons  | Kiraz Ummu                | TUR  | 2:36.45 |
| 4      | Anne-Marie Hyrylainen     | FIN  | 2:39.54 |
| 5      | Ursula Spielmann-Jetziner | SUI  | 2:41.56 |
| 6      | Priscah Jemutai Bartenga  | KEN  | 2:42.00 |
| 7      | Frida Lunden              | SWE  | 2:42.37 |
| 8      | Nicola Spirig             | SUI  | 2:42.53 |
| 9      | Magali Di Marco           | SUI  | 2:44.00 |
| 10     | Alina Armas               | NAM  | 2:45.44 |

2003 ·
2004 ·
2005 ·
2006 ·
2007 ·
2008 ·
2009 ·
2010 ·
2011 ·
2012 ·
2013 ·
2014 ·
2015 ·
2016 ·
2017